# Monte Largo
Monte Largo är en ort i Mexiko.   Den ligger i kommunen Atotonilco el Alto och delstaten Jalisco, i den centrala delen av landet, 400 km väster om huvudstaden Mexico City. Monte Largo ligger 1 956 meter över havet och antalet invånare är 207.
Terrängen runt Monte Largo är platt åt nordost, men åt sydväst är den kuperad. Terrängen runt Monte Largo sluttar söderut. Runt Monte Largo är det ganska tätbefolkat, med 90 invånare per kvadratkilometer. Närmaste större samhälle är Arandas, 12,6 km nordost om Monte Largo. I omgivningarna runt Monte Largo växer huvudsakligen savannskog.